# Gungunnum
Gungunnum est un roi de la cité mésopotamienne de Larsa qui a régné d'environ 1932 à 1906 av. J.-C., succédant à son frère Zabaia.
Il est le principal artisan de l'émergence de son royaume au rang de puissance de premier plan, face à la cité hégémonique jusqu'alors, Isin, dirigée par Lipit-Ishtar. Il commence par prendre la grande ville d'Ur, où la grande prêtresse du dieu local Sîn, En-anna-tumma, qui est la propre sœur de Lipit-Ishtar, fait allégeance. Gungunnum s'empare ensuite de deux autres villes importantes, Uruk et Kisurra. Il dispose alors de riches territoires agricoles, et également de ports impliqués dans le fructueux commerce du Golfe Persique. Gungunnum remporte également plusieurs victoires contre des royaumes élamites situés dans le sud-ouest iranien : Bashime, Anshan et il semble avoir dominé quelque temps la ville de Suse. Son successeur Abi-sarê poursuit sur ses traces en remportant à son tour une importante victoire contre Isin.